# Marco Glaviano
Marco Glaviano (Palermo, 1942) è un fotografo e architetto italiano, che ha lavorato per le principali riviste e case di moda tra l'Europa e gli Stati Uniti, collaborando con molte delle modelle più conosciute al mondo.

## Biografia
È un pioniere della fotografia digitale, essendo stato il primo a pubblicare una foto digitale su American Vogue nel 1982. Le sue foto di moda, di celebrità, di paesaggi e jazz sono state esposte in numerosi musei e sono rinomate nelle collezioni pubbliche e private di tutto il mondo. È cofondatore dei Pier 59 Studios di New York City.
Nato a Palermo nel 1942, figlio di Nicola e Ninni Glaviano, e nipote di Gino Severini, influente artista futurista, trova interesse nell'arte sin da giovane. Si laurea in architettura all'Università degli Studi di Palermo nel 1964.
Tra le top models protagoniste dei suoi scatti figurano Cindy Crawford, Claudia Schiffer, Pavlína Pořízková, Eva Riccobono (di cui è stato uno dei talent scout nei primi anni duemila), Tatjana Patitz, Eva Herzigová, Iman, Yasmeen Ghauri, Carol Alt, Nina Morić e molte altre.